# Мужская сборная Шотландии по хоккею на траве
Мужская сборная Шотландии по хоккею на траве — мужская сборная по хоккею на траве, представляющая Шотландию на международной арене; только на Олимпийских играх Шотландия в мужском хоккее на траве представлена несколькими игроками, входящими в объединённую мужскую сборную Великобритании (до создания сборной Великобритании в 1920, мужская сборная Шотландии участвовала в соревнованиях по хоккею на траве на летней Олимпиаде 1908 в Лондоне, поделив бронзовую медаль со сборной Уэльса). Управляющим органом сборной выступает Шотландский союз хоккея на траве (англ. Scottish Hockey Union).
В чемпионатах мира сборная не участвовала.
Сборная занимает (по состоянию на 4 июля 2018) 22-е место в рейтинге Международной федерации хоккея на траве (FIH).

## Результаты выступлений

### Олимпийские игры
- 1908 –

### Мировая лига
- 2012/13 — 24-е место
- 2016/17 — 19-е место

### Игры Содружества
- 1998—2002 — не участвовали
- 2006 — 7-е место
- 2010 — 9-е место
- 2014 — 8-е место

### Чемпионат Европы
- 1970 — 15-е место
- 1974 — 7-е место
- 1978 — 11-е место
- 1983 — 7-е место
- 1987 — 8-е место
- 1991 — ??
- 1995 — 10-е место
- 1999 — ??
- 2003 — 8-е место
- 2005 — 8-е место
- 2007 Challenge II —
- 2009 Challenge II — 5-е место
- 2011 Challenge II —
- 2013 Challenge II — 6-е место
- 2015 Challenge II —
- 2017 Challenge II —
- 2019 —

### Чемпионат Европы по индорхоккею
- 1974 — 4-е место
- 1976 — 4-е место
- 1980 —
- 1984 — 4-е место
- 1988 — 4-е место
- 1991 —
- 1997 — 7-е место
- 1999 —
- 2001 — 4-е место
- 2003 — 4-е место
- 2006 — 5-е место
- 2008 — 6-е место
- 2010 — 5-е место
- 2012 — 7-е место
- 2014 — 5-е место

## Текущий состав
Следующие игроки были вызваны в состав сборной главным тренером Дереком Форсайтом для участия в хоккейном турнире на Играх Содружества 2018 в Голд-Косте (5—14 апреля 2018).
| 1  | Вр  | Томми Александр   | 11 сентября 1989 (35 лет) |  |  | Уленхорстер       |  |  |
| 31 | Вр  | Стивен Макилрэвей | 15 июля 1995 (30 лет)     |  |  | Гроув Мензисхилл  |  |  |
|    |     |                   |                           |  |  |                   |  |  |
| 3  | Защ | Каллум Дьюк       | 5 июля 1990 (35 лет)      |  |  | Хиллхед           |  |  |
| 4  | Защ | Дэвид Форсайт     | 26 февраля 1989 (36 лет)  |  |  | Кви Виве          |  |  |
| 9  | Защ | Рассел Андерсон   | 5 декабря 1984 (40 лет)   |  |  | Кэннок            |  |  |
| 14 | Защ | Уильям Маршалл    | 26 сентября 1985 (39 лет) |  |  | Сербитон          |  |  |
| 21 | Защ | Джейми Вонг       | 3 ноября 1995 (29 лет)    |  |  | Кви Виве          |  |  |
|    |     |                   |                           |  |  |                   |  |  |
| 5  | ПЗ  | Майкл Бремнер     | 22 марта 1992 (33 года)   |  |  | Уленхорстер       |  |  |
| 6  | ПЗ  | Ник Паркс         | 11 февраля 1990 (35 лет)  |  |  | Сербитон          |  |  |
| 8  | ПЗ  | Крис Грассик      | 3 ноября 1990 (34 года)   |  |  | Сербитон          |  |  |
| 10 | ПЗ  | Гордон Макинтайр  | 15 ноября 1989 (35 лет)   |  |  | Уимблдон          |  |  |
| 12 | ПЗ  | Кэмерон Фрейзер   | 20 августа 1988 (36 лет)  |  |  | Грэндж            |  |  |
| 23 | ПЗ  | Гэвин Байерс      | 23 декабря 1988 (36 лет)  |  |  | Гроув Мензисхилл  |  |  |
| 26 | ПЗ  | Дункан Ридделл    | 26 сентября 1993 (31 год) |  |  | Грэндж            |  |  |
|    |     |                   |                           |  |  |                   |  |  |
| 2  | Нап | Роб Харвуд        | 15 июля 1997 (28 лет)     |  |  | Вестерн Уайлдкэтс |  |  |
| 7  | Нап | Алан Форсайт      | 5 апреля 1992 (33 года)   |  |  | Сербитон          |  |  |
| 11 | Нап | Ли Мортон         | 23 мая 1995 (30 лет)      |  |  | Рединг            |  |  |
| 13 | Нап | Кенни Бейн        | 16 марта 1990 (35 лет)    |  |  | Хёрли             |  |  |